# Période de Hassuna

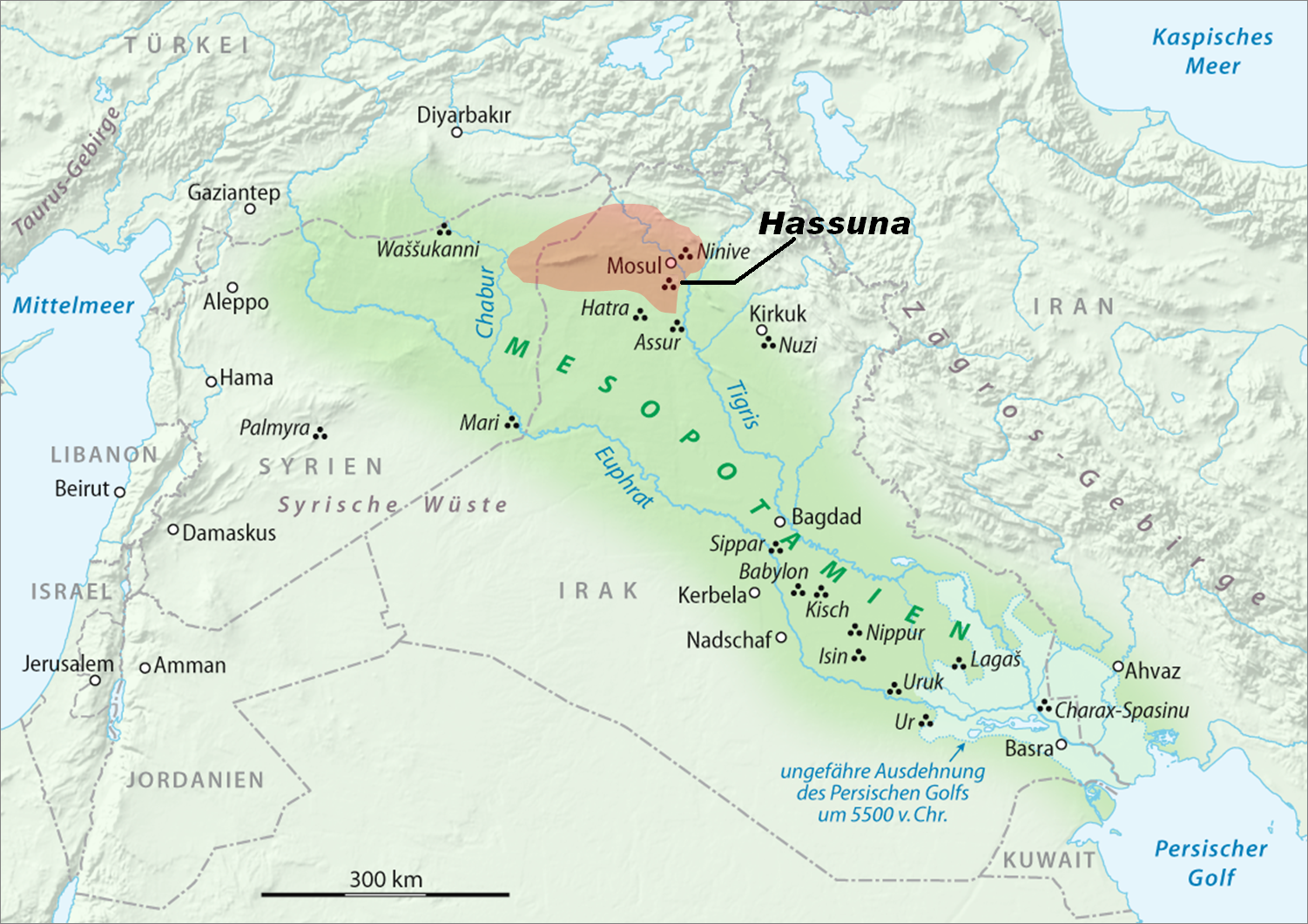
Situation

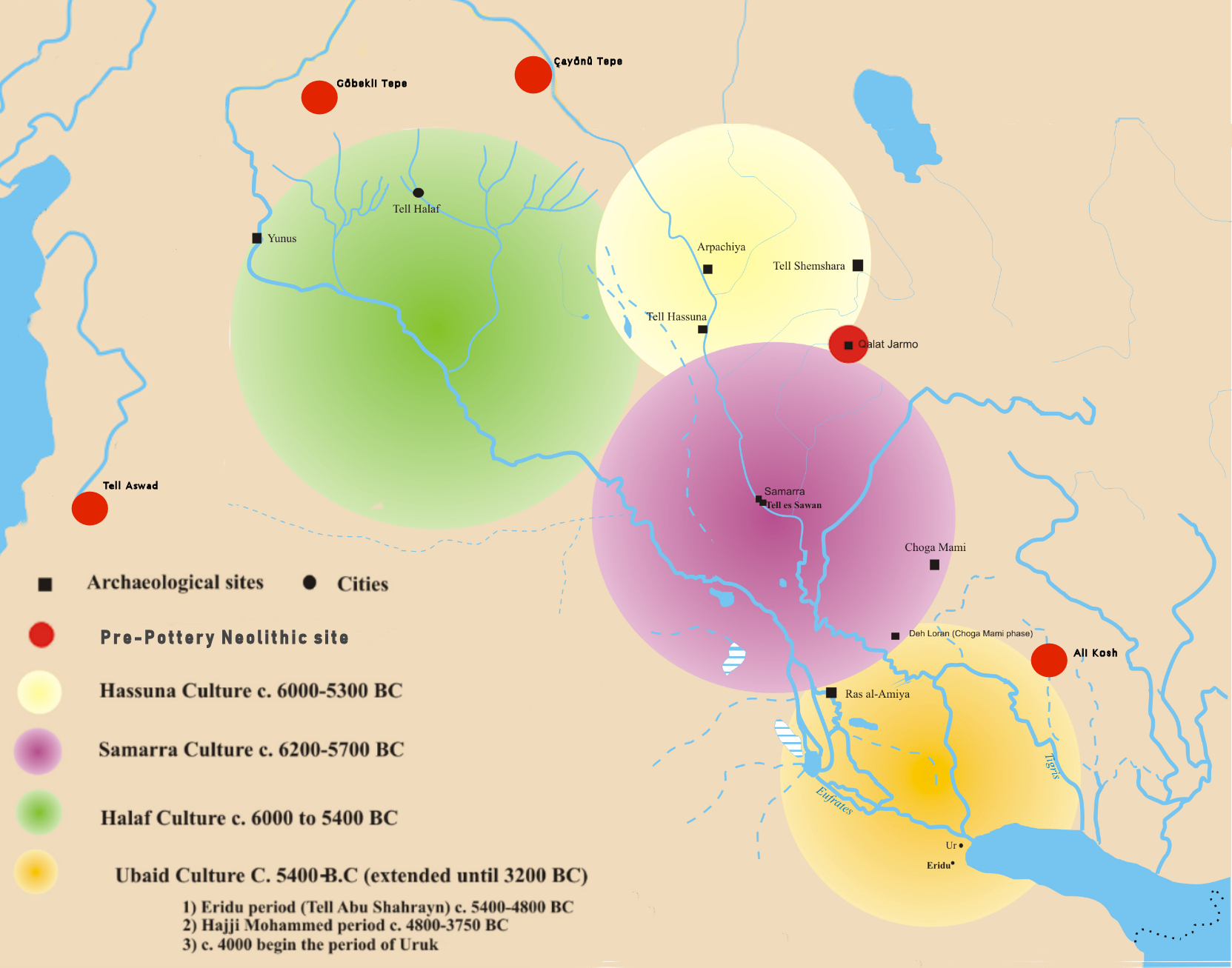
Extension

Hassuna est une ancienne communauté villageoise de Mésopotamie du nord située dans les régions montagneuses du Tigre, en Irak, au sud de Mossoul. Longtemps considérés comme des installations temporaires, ces villages présentent pourtant tous les signes d'une sédentarité :
- Une architecture rectangulaire complexe de briques crues. L'habitat est pluricellulaire et abrite sans doute une maisonnée assez vaste.
- Une expansion géographique et démographique.

La période dite de Hassuna (6500-6000), correspond aux premières communautés agricoles céramiques. On retrouve, dans les crânes étudiés, la même origine méditerranéenne présente depuis le paléolithique supérieur dans tout le Moyen-Orient. La céramique retrouvée se compose de statuettes d’argile et de sceaux cachets, les plus anciens découverts jusqu’à présent. Outils et armes d’obsidienne, quelques ornements de cuivre et de plomb forment l’ensemble qui caractérise cette période.
La période de Samarra (6200 - 5700 av. J.-C.) constitue un prolongement temporel et spatial de la culture de Hassuna.